# Melia dubia
Melia dubia là một loài thực vật có hoa trong họ Meliaceae. Loài này được Cav. mô tả khoa học đầu tiên năm 1789.